# Википедија на језику кечуа
Википедија на језику кечуа или Википедија на језику кичуа издање је Википедије, слободне енциклопедије, на језику кечуа које данас има више 10.000 чланака и заузима 87. место на списку језичких издања Википедије према броју чланака.